# E.L. James
Erika Leonard (født Mitchell, 7. marts 1963), kendt under hendes forfatternavn E. L. James, er en engelsk forfatter. Hun skrev den meget solgte erotiske romance-trilogi Fifty Shades of Grey, Fifty Shades – I mørket og Fifty Shades Fri, sammen med de ledsagende romaner Grey: Fifty Shades of Grey as Told by Christian, og Darker: Fifty Shades Darker as Told by Christian.

## Tidlige liv
Erika Mitchell blev født den 7. marts 1963 i Willesden, Middlesex af en chilensk mor og en skotsk far, der var en BBC-kameramand. Hun blev opdraget i Buckinghamshire.
James blev uddannet på den uafhængige Pipers Corner School og på Wycombe High School, en statsskole for piger i byen High Wycombe i Buckinghamshire, efterfulgt af University of Kent i Sydøstengland hvor hun studerede historie.